# Nicola Rossi-Lemeni
Nicola Rossi-Lemeni (Istanbul, 6 novembre 1920 – Bloomington, 12 marzo 1991) è stato un basso italiano.

## Biografia
Di padre italiano e madre russa, avviò dapprima gli studi legali per poi dedicarsi al canto, dapprima sotto la guida della madre ed in seguito con Cusinati a Verona.
Debuttò alla Fenice di Venezia nel 1946 come Varlaam nel Boris Godunov. L'anno successivo, nello stesso ruolo, approdò precocemente alla Scala, iniziando una brillante carriera che avrà nel teatro milanese la sua sede d'elezione. Oltre alla regolare attività scaligera durante tutti gli anni cinquanta, svolse un'importante carriera internazionale, con presenze, tra le altre, a Buenos Aires (1949), Royal Opera House di Londra (1952), Metropolitan (1953: Faust e Don Giovanni). Si esibì ripetutamente, soprattutto nella prima parte della carriera, con Maria Callas.
Affrontò un repertorio vasto ed eterogeneo, che spaziava dal settecento di Cimarosa, Pergolesi e Mozart (Don Giovanni, Le nozze di Figaro), al primo ottocento di Rossini (L'italiana in Algeri, Il turco in Italia, Mosè), Bellini (I puritani, Norma) e Donizetti (L'elisir d'amore, Anna Bolena nella storica ripresa "callasiana" del 1957), fino a Verdi (Don Carlo, La forza del destino, I vespri siciliani). Sostenne inoltre, grazie anche alla padronanza della lingua, il ruolo principale nel Boris. Un cenno a parte merita il suo rapporto elettivo con Ildebrando Pizzetti, che scrisse ben nove opere basandosi specificatamente sulla sua vocalità; carismatico, in particolare, il suo Assassinio nella cattedrale, eseguito nella prima mondiale alla Scala il 1º marzo 1958.
Condusse anche un'apprezzata attività di poeta e pittore. Dopo essere stato coniugato con la figlia del maestro Tullio Serafin, sposò in seconde nozze il soprano Virginia Zeani, con cui fece coppia frequentemente anche sul palcoscenico.
Dopo il ritiro dalle scene si dedicò all'insegnamento presso l'Università di Bloomington nell'Indiana; fra i suoi allievi vi fu Vivica Genaux.

## Curiosità
- Nel 1961 Vittorio De Sica si avvalse di Rossi-Lemeni per la tonante voce dal cielo che annuncia l'imminente Apocalisse nel film Il giudizio universale.

## Repertorio
| Ruolo                                | Titolo                      | Autore            |
| ------------------------------------ | --------------------------- | ----------------- |
| Conte Rodolfo                        | La sonnambula               | Bellini           |
| Oroveso                              | Norma                       | Bellini           |
| Sir Giorgio                          | I puritani                  | Bellini           |
| Wozzeck                              | Wozzeck                     | Berg              |
| Macbeth                              | Macbeth                     | Bloch             |
| Mefistofele                          | Mefistofele                 | Boito             |
| Claggart                             | Billy Budd                  | Britten           |
| Eugenio Onegin                       | Eugenio Onegin              | Čajkovskij        |
| Riccardo III                         | Riccardo III                | Canepa            |
| Il padre                             | Louise                      | Charpentier       |
| Don Chisciotte                       | El retablo de maese Pedro   | de Falla          |
| Enrico VIII                          | Anna Bolena                 | Donizetti         |
| Dulcamara                            | L'elisir d'amore            | Donizetti         |
| Don Alfonso d'Este                   | Lucrezia Borgia             | Donizetti         |
| Baldassarre                          | La favorita                 | Donizetti         |
| Méphistophélès                       | Faust                       | Gounod            |
| Brutus Jones                         | The Emperor Jones           | Gruenberg         |
| L'Orco                               | Il piccolo Marat            | Mascagni          |
| Don Quichotte                        | Don Quichotte               | Massenet          |
| Saul                                 | David                       | Milhaud           |
| Archibaldo                           | L'amore dei tre re          | Montemezzi        |
| Figaro                               | Le nozze di Figaro          | Mozart            |
| Don Giovanni                         | Don Giovanni                | Mozart            |
| Il Principe di Salina                | Il Gattopardo               | Musco             |
| Boris Godunov Pimen Varlaam          | Boris Godunov               | Musorgskij        |
| Čerevik                              | La fiera di Soročincy       | Musorgskij        |
| Coppélius Dapertutto Lindorf Miracle | Les contes d'Hoffmann       | Offenbach         |
| Uberto                               | La serva padrona            | Pergolesi         |
| Eurito d'Ilaco                       | Fedra                       | Pizzetti          |
| Re Hanoch                            | Lo straniero                | Pizzetti          |
| Lazaro di Roio                       | La figlia di Jorio          | Pizzetti          |
| Tommaso Beckett                      | Assassinio nella cattedrale | Pizzetti          |
| Astrolobio                           | Il ciarlatano               | Puccini, Domenico |
| Colline                              | La bohème                   | Puccini, Giacomo  |
| Eddie Carbone                        | Uno sguardo dal ponte       | Rossellini        |
| Il cardinale                         | La leggenda del ritorno     | Rossellini        |
| Vittorio                             | L'avventuriero              | Rossellini        |
| Selim                                | Il turco in Italia          | Rossini           |
| Don Basilio                          | Il barbiere di Siviglia     | Rossini           |
| Mosè                                 | Mosè                        | Rossini           |
| Guglielmo Tell                       | Guglielmo Tell              | Rossini           |
| Reverendo Hilyer                     | La visita meravigliosa      | Rota              |
| Il demone                            | Il demone                   | Rubinstein        |
| Abimelech                            | Sansone e Dalila            | Saint-Saëns       |
| Il Sommo Sacerdote                   | La Vestale                  | Spontini          |
| Orest                                | Elektra                     | Strauss, Richard  |
| Zaccaria                             | Nabucco                     | Verdi             |
| Don Ruy Gomez de Silva               | Ernani                      | Verdi             |
| Walter                               | Luisa Miller                | Verdi             |
| Giovanni da Procida                  | I vespri siciliani          | Verdi             |
| Sparafucile                          | Rigoletto                   | Verdi             |
| Padre Guardiano                      | La forza del destino        | Verdi             |
| Filippo II                           | Don Carlo                   | Verdi             |
| Ramfis                               | Aida                        | Verdi             |
| Daland                               | Der fliegende Holländer     | Wagner            |
| Hermann                              | Tannhäuser                  | Wagner            |
| Enrico l'Uccellatore                 | Lohengrin                   | Wagner            |
| Lunardo                              | I quatro rusteghi           | Wolf-Ferrari      |
| Wallenstein                          | Wallenstein                 | Zafred            |

## Discografia

### Incisioni in studio
- Verdi - Don Carlo - Picchi, Rossi-Lemeni, Caniglia, Silveri, Stignani, Neri - Dir. Previtali - Cetra 1951
- Rossini - Il barbiere di Siviglia - Bechi, De Los Angeles, Monti, Rossi-Lemeni, Luise - Dir. Serafin - HMV 1952
- Bellini - I puritani - Di Stefano, Callas, Panerai, Rossi-Lemeni - Dir. Serafin - Columbia/EMI 1953
- Bellini - Norma - Callas, Stignani, Filippeschi, Rossi-Lemeni - Dir. Serafin - Columbia/EMI 1954
- Rossini - Il turco in Italia - Gedda, Callas, Rossi-Lemeni, Stabile, Calabrese - Dir. Gavazzeni - Columbia/EMI 1954
- Verdi - La forza del destino - Callas, Tucker, Tagliabue, Rossi-Lemeni, Nicolai, Capecchi - Dir. Serafin - Columbia/EMI 1954
- Pergolesi - La serva padrona - Carteri, Rossi-Lemeni - Dir. Giulini - Columbia/EMI 1955
- Rossini - Mosè - Rossi-Lemmi, Filippeschi, Taddei, Mancini, Lazzari - Dir. Serafin - Philips 1956
- Mozart - Le nozze di Figaro (Figaro) (DVD) - Rossi-Lemeni, Carteri, Pobbe, Rehfuss, Gatta - Dir. Sanzogno - video-RAI 1956 ed. Hardy Classic

### Registrazioni dal vivo
- Verdi - Messa di requiem - Tebaldi, Rankin, Rossi-Lemeni, Prandelli - Dir. De Sabata -  La Scala 1951 Decca
- Musorgskij - Boris Godunov (selez) - Rossi-Lemeni (Boris, Pimen e Varlaam), Cauwet, Mason - Dir. Stokowsky - San Francisco 1952 ed. RCA/Gala
- Rossini - Il barbiere di Siviglia - Bechi, Valletti, Gatta, Rossi-Lemeni - Dir. De Sabata - La Scala 1952 ed. GOP/Memories/Urania
- Verdi - Don Carlo - Picchi, Rossi-Lemeni, Pedrini, Mascherini, Barbieri - Dir. Capuana - Genova 1953 ed. Melodram
- Gounod - Faust - Conley, Rossi-Lemeni, De los Angeles, Merrill - Dir. Monteux - Met 1953 ed. Lyric Distribution
- Wolf-Ferrari - I quatro rusteghi - Elmo, Carteri, Valletti, Ligabue, Rossi-Lemeni, Dir. Votto - La Scala 1954 ed. Cetra
- Spontini - La Vestale - Callas, Corelli, Sordello, Stignani, Rossi-Lemeni, dir. Votto - La Scala 1954 ed. Melodram/IDIS
- Rossini - Il barbiere di Siviglia - Gobbi, Callas, Alva, Rossi-Lemeni, Luise - Dir. Giulini - La Scala 1956 ed. Cetra/Melodram/Myto
- Rossini - Moïse et Pharaon - Rossi-Lemeni, Cerquetti, Jaia, Carteri, Taddei - Dir. Serafin - RAI-Roma 1956 ed. Bongiovanni/Living Stage
- Donizetti - Anna Bolena - Callas, Simionato, Raimondi, Rossi-Lemeni - Dir. Gavazzeni - La Scala 1957 ed. Cetra/GOP/Myto
- Pizzetti - Assassinio nella cattedrale - Rossi-Lemeni, Gencer, Zaccaria, Dondi, Bertocci - Dir. Gavazzeni - La Scala 1958 ed. Opera D'Oro
- Pizzetti - Assassinio nella cattedrale - Rossi-Lemeni, Zeani, Montarsolo, Borriello, Bertocci - Dir. Pizzetti - RAI-Torino 1958 ed. GOP
- Pizzetti: Fedra - Crespin, Limarilli, Dondi, Rossi-Lemeni, Montarsolo, Vincenzi - Dir. Gavazzeni - La Scala 1959 ed. Lyric Distribution
- Gounod - Faust (in italiano) - Fernandi, Rossi-Lemeni, Scotto, Guelfi - Dir. La Rosa-Parodi - RAI-Torino 1960 ed. Movimento Musica/GOP
- Verdi - Ernani - Del Monaco, Roberti, Bastianini, Rossi-Lemeni - Dir. Previtali - Napoli 1960 ed. Melodram
- Mascagni - Il piccolo Marat - Rossi-Lemeni, Zeani, Borsò, Poli, Rota - Dir. De Fabritiis - Livorno 1961 - ed- Fonè
- Verdi - Ernani - Del Monaco, Cavalli, MacNeil, Rossi Lemeni, Dir. Santini - Roma 1961 ed. HRE
- Verdi - Ernani - Limarilli, Roberti, MacNeil, Rossi-Lemeni, Dir. Molinari Pradelli - Parma 1963 ed. Lyric Distribution
- Canepa - Riccardo III - Rossi-Lemeni, Bonisolli, Pastori, Udovich, Alberti, Frascati, dir. Bonavolontà - Sassari 1963
- Verdi - I vespri siciliani - Gencer, Limarilli, Guelfi, Rossi-Lemeni - Dir. Gavazzeni - Roma 1964 ed. Melodram
- Verdi - Don Carlo (DVD), Kónya, Rossi-Lemeni, Jones, Bruscantini, Cvejic, dir. De Fabritiis - Tokyo 1967 ed. Encore/On Stage (solo audio)
- Verdi - Luisa Miller - Maragliano, Labò, MacNeil, Rossi-Lemeni, Mattiucci, dir. Bartoletti - Buenos Aires 1968 ed. Opera Lovers
- Verdi - Aida - Arroyo, Bergonzi, Cevjic, MacNeil, Rossi-Lemeni, dir. Bartoletti - Buenos Aires 1968 ed. House of Opera
- Wolf-Ferrari - I quatro rusteghi - Olivero, Rossi-Lemeni, Barbieri, Lazzari, dir. Gracis - Torino 1969 ed. Gala/Opera D'Oro
- Boito - Mefistofele - Rossi-Lemeni, Grilli, Zeani, dir. De Fabritiis - Trieste 1970 ed. Legendary Recordings